# Lista insulelor Norvegiei
Lista insulelor Norvegiei din:

Oceanul Arctic
- Insula Bouvet
- Insula Peter-I

Atlanticul de Nord
- Alden
- Aldra
- Algerøy
- Alsten
- Anda
- Andørja
- Andøya
- Arnøy, Salten
- Arnøy, Troms
- Arøya
- Askrova
- Askøy
- Atløy
- Austvågøya
- Averøy
- Azero
- Bergsøya
- Borgundøy
- Dønna
- Eigerøya
- Engeløya
- Finnkona
- Fjellbergøya
- Flekkerøya
- Frøya
- Grønnøy
- Gurskøya
- Handnesøya
- Herøya
- Halsnøy
- Hitra
- Hugla
- Hvasser
- Håkøya
- Ingøy
- Jan Mayen
- Jeløya
- Kvitsøy
- Kvaløya
- Leinøya
- Lofoten
  - Årsteinen
  - Austvågøy
  - Flakstadøy
  - Gimsøy
  - Hinnøya
  - Mosken
  - Moskenesøy
  - Skrova
  - Værøy
  - Vestvågøy
- Løkta
- Nerlandsøya
- Nøtterøy
- Remøya
- Ringvassøya
- Reinøya
- Runde (Rundøy)
- Senja
- Skorpa
- Stord
- Teksmona
- Tjøme
- Tomma
- Tromsøya
- Tysnes
- Varaldsøy
- Vannøya
- Vesterålen
  - Andøya
  - Dyrøya
  - Hadseløya
  - Langøya
  - Nærøya
  - Skogsøya
  - Tindsøya
- Vigra

Grupa de insule Svalbard
- - Barentsøya
  - Bjørnøya (Insula Urșilor)
  - Edgeøya
  - Hopen
  - Kong Karls Land
    - Abeløya
    - Kongsøya
    - Svenskøya

  - Kvitøya
  - Moffen
  - Nordaustlandet
  - Prins Karls Forland
  - Sjuøyane
  - Spitsbergen
  - Sørøyane
  - Storøya
  - Wilhelmøya